# Partido Liberal (2006)
O Partido Liberal (PL), anteriormente conhecido como Partido da República (PR), é um partido político brasileiro de cunho liberal conservador, majoritariamente alinhado à direita (com facções internas de centro-direita e extrema-direita), criado a partir da fusão do PL e PRONA  e registrado oficialmente em 2006. Atualmente, em 2025, o partido detém a maior bancada de deputados federais e também detém a segunda maior bancada de senadores no Congresso Nacional. 
Como membro do chamado "Centrão", o partido foi da base do governo do ex-presidente da república, Jair Bolsonaro, como também no passado foi da base dos dois primeiros governos do presidente Luiz Inácio Lula da Silva, e dos governos dos ex-presidentes Dilma Rousseff e Michel Temer.
Em abril de 2025, o partido tinha 899.223 filiados, sendo o oitavo maior partido do país. O Partido Liberal faz oposição ao governo de Lula em seu terceiro mandato desde janeiro de 2023.

## Princípios
Após as eleições de 2006, para contornar as restrições impostas pela cláusula de barreira que começaria a vigorar, no Congresso Nacional, a partir da legislatura de 2007, o Partido de Reedificação da Ordem Nacional (PRONA), que defendia o conservadorismo nacional e o intervencionismo estatal, se fundiu, em 24 de outubro de 2006, com o PL, criando o "Partido da República". Cumpriam mandato na data: Elimar Máximo Damasceno e Enéas Carneiro. Os outros quatro deputados federais eleitos pelo Prona, todos fundadores do partido, já haviam se filiado ao PP e ao PL em 2003.
Por ser oriundo da fusão entre Partido Liberal (PL) e Partido de Reedificação da Ordem Nacional (PRONA), o Partido da República originalmente reclamava como princípios a reunião do idealismo doutrinário social liberal do deputado Álvaro Valle (fundador do PL em 1985) com o nacionalismo defendido pelo deputado Enéas Carneiro (fundador do PRONA em 1989), falecido em 2007.
Em termos de políticas públicas, o partido sustenta que esses engajamentos se traduziram na aprovação da PEC dos Professores, na movimentação das ADIs da propaganda de alcoólicos e do WhatsApp, e no comprometimento pela redução da taxa de juros bancários.

Ato de filiação do presidente da República, Jair Bolsonaro (ex-PSL), ao Partido Liberal em 2021. Como ele na foto, o presidente nacional do PL, Valdemar Costa Neto, e o senador Rogério Marinho (ex-PSDB, atual PL-RN)

No entanto, desde a sua fundação em 2006 até a filiação do presidente Jair Bolsonaro em 2021, o partido atuou com práticas fisiológicas e descomprometidas com os fundamentos axiológicos que declarava possuir. Foi base dos governos Lula, Dilma, Temer e Bolsonaro.
Com a adesão de deputados e militantes de direita ao partido desde 2021, o eixo ideológico da legenda mudou radicalmente. Embora já estivesse na coalização do governo Bolsonaro desde 2020, o PL ainda abrigava importantes elementos que lhe faziam oposição, como o deputado Marcelo Ramos (PL-AM), indicado do partido a 1º vice-presidente da Câmara dos Deputados na eleição da mesa diretora em 2021. Alguns destes quadros mais pragmáticos do partido deixaram-no após a virada ideológica à direita que sucedeu o ingresso do presidente e seus correligionários.
Desde o ingresso do grupo de Bolsonaro em 2021, o Partido Liberal se reafirma como um partido de direita. Em carta à militância, o presidente do PL, Valdemar Costa Neto, definiu os valores de Liberdade, Fé cristã, Família e Liberalismo econômico como comprometimentos ideológicos. Também sustentou que o partido atuará pelos interesses do agronegócio e pelo avanço de políticas públicas antidrogas.
Em janeiro de 2023, o partido contestou publicamente a decisão do presidente Lula de retirar o Brasil do Consenso de Genebra, que é uma aliança internacional contra o aborto da qual o Brasil fazia parte desde 2020 após a assinatura da então Ministra dos Direitos Humanos, Damares Alves (ex-PP) e do presidente Jair Bolsonaro (ex-PSL).
O Partido Liberal defende o porte de armas e também defende a redução da maioridade penal de 18 anos para 16 anos. Em 14 de julho de 2023, o deputado Bibo Nunes do PL apresentou um projeto para acabar com as saídas temporárias entre presidiários do regime semi-aberto. "Por que facilitar a ocorrência de novos crimes? Nós não podemos colocar a vida de pessoas de bem em risco, e o saidão não traz vantagem alguma, a não ser para o próprio preso", enfatiza o deputado.

## História

### Primeiros anos no governo Lula
O Partido Liberal foi muito fragilizado com a criação do Partido Republicano Brasileiro (PRB), que levou consigo diversos dos seus quadros, inclusive aquele que ocupava o maior cargo até então exercido por um dos seus filiados,  José Alencar (MG), vice-presidente da República. Assim, vislumbrando a possibilidade de não conseguir superar a cláusula de barreira de 5%, cuja incidência se avizinhava, o presidente do PL, Valdemar Costa Neto (SP), negociou a fusão com o PRONA – partido de Enéas Carneiro (SP).

Diante disso, fundou-se o Partido da República (PR), cuja presidência nacional passa a ser exercida por Sérgio Victor Tamer (SP). Embora José Alencar tivesse deixado o partido, o PR permaneceu dentro da coalizão do segundo mandato do Governo Lula, que acabara de se reeleger, e o senador Alfredo do Nascimento (PR-AM) foi indicado ao Ministério dos Transportes.

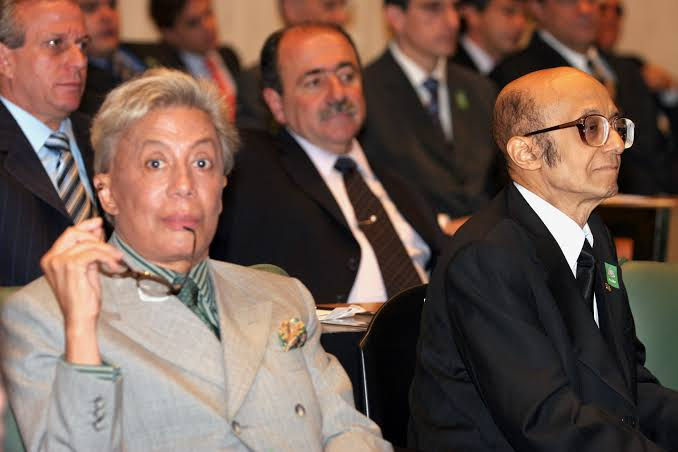
Deputados Clodovil Hernandes e Enéas Carneiro no Plenário Ulysses Guimarães.

O PR teve 25 deputados fundadores em 2006, mas até março de 2007 esse número aumentaria a 40 deputados, todos adquiridos no curso da mesma legislatura. Oposicionistas denunciaram a negociação de cargos no Ministério dos Transportes e a liberação de emendas da pasta para arregimentar parlamentares de outras legendas. Um dos parlamentares que aderiu ao PR neste movimento foi o deputado Clodovil Hernandes (ex-PTC-SP), eleito com uma expressiva margem de cerca de 450 mil votos. A entrada de Hernandes ao partido suscitou polêmica, em razão da assumida homossexualidade do parlamentar. Havia incertezas de que os quadros herdados do PRONA aceitariam conviver com Clodovil. Quanto a isso, o líder do PR na Câmara, Luciano de Castro (RR), manifestou que: 
A ideia básica é de que o partido precisa de um parlamentar com o percentual de votos que o Clodovil tem. Não conheço ainda o teor dos projetos dele, não sei se ainda apresentou projetos, mas estamos com toda a assessoria pronta para atendê-lo. Temos partes mais conservadoras, mas nosso partido é democrático. O Clodovil vai ter o espaço dele.
Durante as eleições municipais de 2008, o PR elegeu 3.535 vereadores, sendo a maioria nas regiões Nordeste e Sudeste. Tornou-se, assim, o sétimo maior partido do país, ainda que não tenha elegido nenhum prefeito de capital.

O partido teve de encarar as repercussões do seu envolvimento do partido no escândalo do Mensalão, que remontavam aos anos do PL, mas que tinham a participação de diversos quadros atuais. Segundo as denúncias de Roberto Jefferson (PTB-RJ), Valdemar Costa Neto seria um dos beneficiários do esquema de distribuição de propina para compra de votos parlamentares comandado por José Dirceu (PT-SP). Em resposta às acusações, Costa Neto acionou o Conselho de Ética da Câmara contra Jefferson, requerendo a sua cassação pelo seu envolvimento na CPMI dos Correios.

Presidente nacional do PR, deputado Valdemar Costa Neto (SP), em aperto de mãos junto ao presidente da República, Luiz Inácio Lula da Silva (PT).

Não obstante, em agosto de 2005, Valdemar Costa Neto renunciou ao mandato de deputado federal. Costa Neto foi acusado de ter utilizado a renúncia para evitar cassação e a consequente perda dos seus direitos políticos. No discurso de despedida, declarou:
Os valores [que recebi] se destinavam, especificamente, aos compromissos da campanha da aliança PT-PL nas eleições de 2002. Fui induzido a erro quando aceitei receber recursos destinados à campanha, sem a devida documentação que oficializasse a doação. Errei mais uma vez, quando aceitei a pressão dos credores e concordei em fazer os pagamentos informalmente.
O Tribunal Superior Eleitoral (TSE) divulgou um dossiê em 4 de outubro de 2007, com os partidos com mais parlamentares cassados por corrupção desde 2000. O PL ocupa a sétima posição no ranking, com dezessete cassações, atrás do DEM, PMDB e PSDB, PP, PTB e PDT.
Nas eleições gerais de 2010, o PR integrou formalmente a coligação Para o Brasil seguir mudando, que apoiava a candidatura de Dilma Rousseff (PT-RS) a presidente da República. A bancada senatorial do partido foi aumentada, com a eleição de Blairo Maggi (MT) e com a recondução dos senadores João Ribeiro (TO) e Magno Malta (ES). Posteriormente, Vicentinho Alves (TO), que ficou na terceira colocação para senador, conseguiu ser empossado com o indeferimento da candidatura de um dos eleitos.
Quanto aos governadores, o PR lançou quatro candidatos em 2010: Alfredo Nascimento, no Amazonas; Lúcio Alcântara, no Ceará; Vanderlan Cardoso, em Goiás; e Fernando Peregrino, no Rio de Janeiro. Contudo, nenhum dos quatro chegou à disputa do segundo turno.

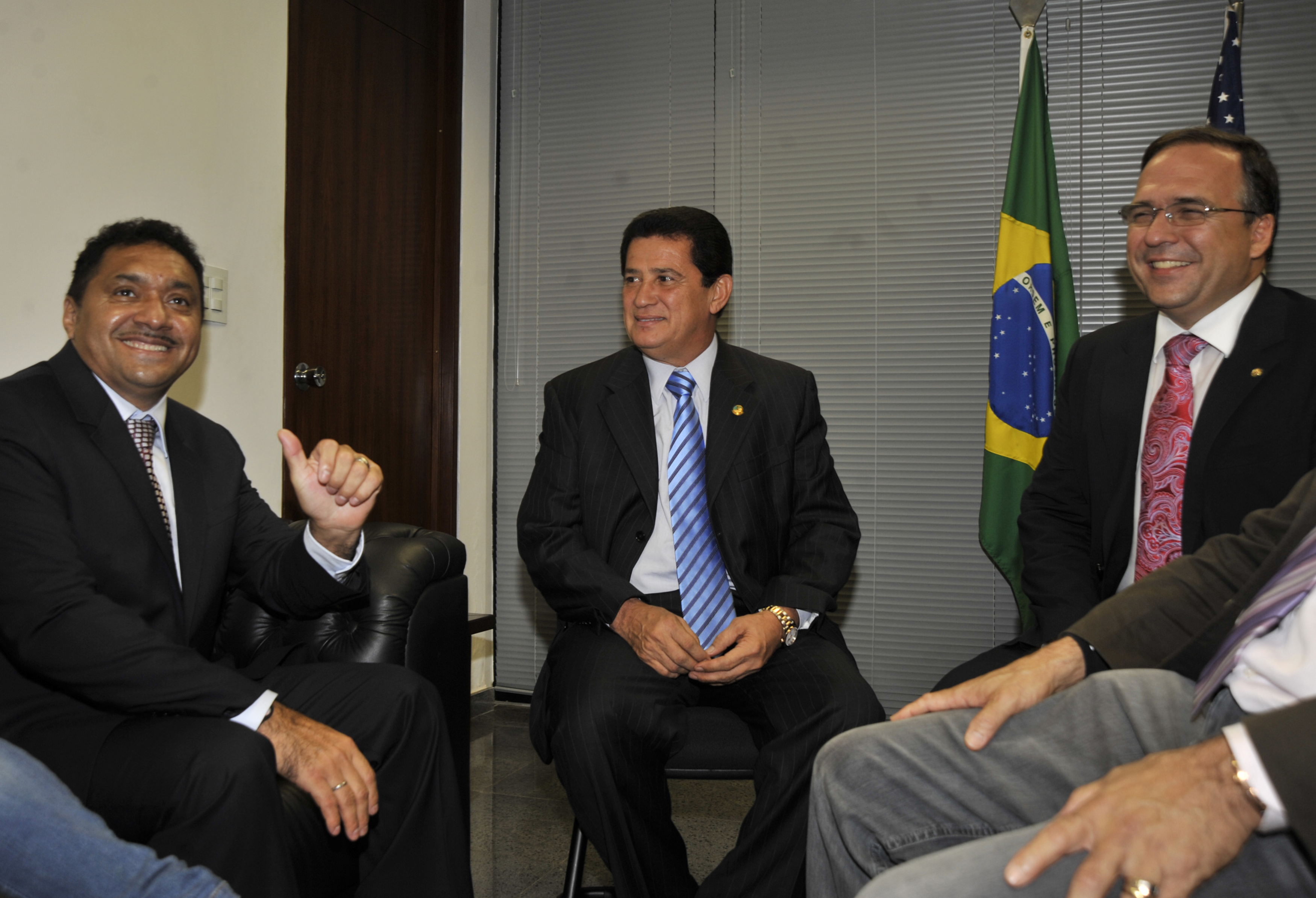
Com 1,3 milhões de votos, Fernando Everardo Tiririca se elegeu o deputado mais votado do Brasil em 2010. Na foto, Tiririca se senta com o Ministro Alfredo Nascimento e o líder do PR, Sandro Mabel.

Para a Câmara dos Deputados, o partido conquistou a sexta maior bancada, com 41 deputados eleitos, sendo 19 deles concentrados na região Sudeste. O PR recebeu muitas críticas por albergar a campanha do humorista Tiririca (PR-SP), que foi acusada de ser instrumentalizada como estratégia de “puxador de votos”. Apesar de ter sido o deputado mais votado do país, também houve acusações de que Tiririca seria analfabeto funcional, o que o tornaria inelegível pelas disposições Constitucionais. O Ministério Público ajuizou uma ação perante o Tribunal Superior Eleitoral requerendo a cassação do seu registro de candidatura. No entanto, o Tribunal entendeu que tal medida seria discriminatória e que o entendimento predominante era o de que o  “pequeno conhecimento da leitura e da escrita basta para afastar a condição de analfabeto”.

### Governo Dilma Rousseff
Com a eleição de Dilma,  o PR manteve a sua aliança com o Partido dos Trabalhadores e indicou a permanência de Alfredo Nascimento no Ministério dos Transportes. Contudo, logo em julho de 2011, a Veja revelou um esquema de pagamento de propinas do Ministério dos Transportes às contas do PR durante a gestão de Nascimento no governo passado, o que teria culminado em um suspeito acréscimo patrimonial do ministro e de integrantes da sua família. Esse escândalo ocorreu logo após a queda do Ministro da Casa Civil, Antonio Palocci (PT-SP), e precipitou a substituição de Nascimento por Paulo Sérgio Passos (PR-BA) e a demissão do diretor-geral do DNIT, Luiz Antonio Pagot.

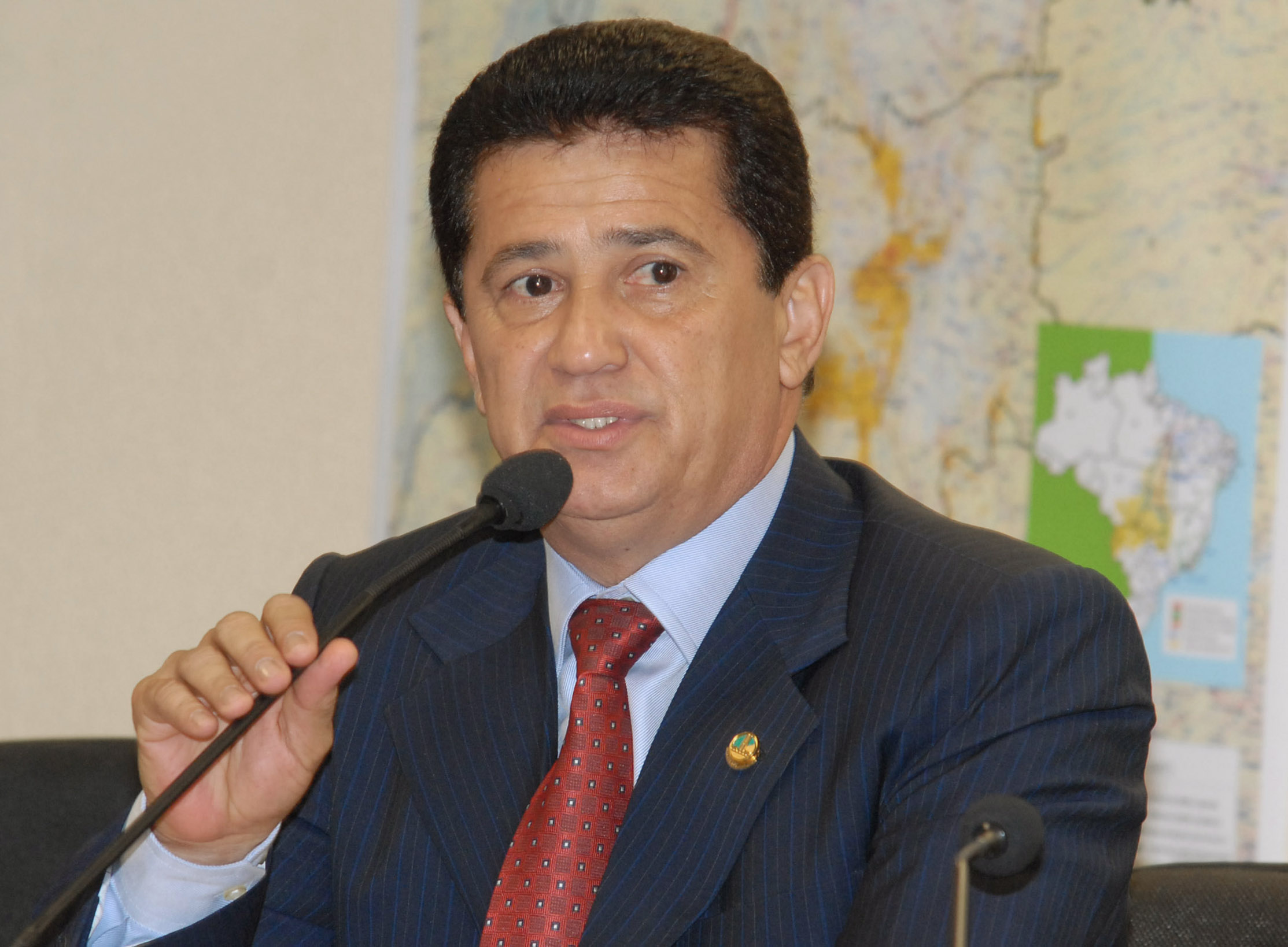
Alfredo Nascimento, Ministro dos Transportes de 2007 a 2010.

Em 2012, os políticos implicados no caso do Mensalão tiveram suas sentenças definitivamente cominadas pelo Supremo Tribunal Federal. Isso incluiu a condenação do ex-presidente do PR, Valdemar Costa Neto, a 7 anos e 3 meses de prisão; do ex-tesoureiro do PL, Jacinto Lamas, a 5 anos de prisão; e do ex-deputado federal pelo PL, Carlos Rodrigues, a 6 anos e 3 meses de prisão. O Partido também recebeu doações de campanha de empreiteiras privilegiadas pela sua administração na pasta do Ministério dos Transportes.
Nas eleições de 2012, o PR elegeu 3110 vereadores e 275 prefeitos em todo o país, o que representou um decréscimo de 30% em relação ao pleito anterior. O partido apresentou três candidatos a prefeituras de capital: Anivaldo Vale, em Belém; Henrique Oliveira, em Manaus; e Luana Ribeiro, em Palmas. No entanto, nenhum deles conseguiu se eleger.
Em 2013, o PR filia o grupo político do ex-governador do Distrito Federal, José Roberto Arruda. A migração do político visava a eleição do ano seguinte, ainda que ele estivesse muito implicado no escândalo do Mensalão no Distrito Federal. Posteriormente, Arruda teve a sua candidatura barrada pelo Tribunal Superior Eleitoral, em razão da Lei da Ficha Limpa.

Em 2014, Sergio Victor Tamer é substituído na presidência nacional do PR pelo ex-ministro Alfredo Nascimento.

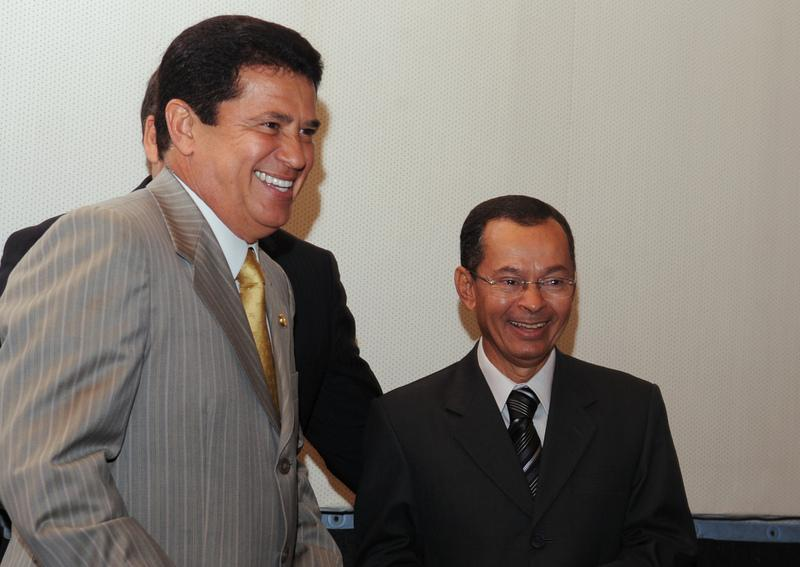
Cerimônia de transmissão do cargo de Ministro dos Transportes de Alfredo Nascimento a Paulo Sérgio Passos.

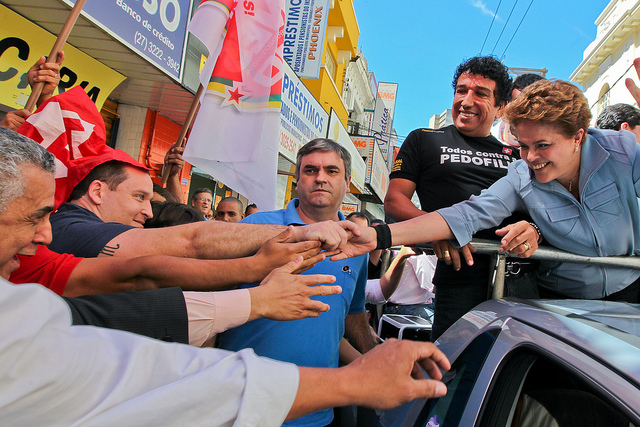
Campanha presidencial de Dilma Rousseff em Vitória (ES), junto ao senador Magno Malta.

Avizinhando-se as eleições de 2014, um movimento “Volta Lula” passou a se organizar, defendendo que Dilma Rousseff deveria permitir que o ex-presidente se apresentasse como candidato do Partido dos Trabalhadores ao Executivo federal. O movimento recebeu o apoio de 20 dos 32 deputados do PR e, em abril de 2014, o líder da bancada, Bernardo Santana (PR-MG) convocou a imprensa à leitura de um manifesto em explícito apoio à candidatura presidencial de Lula (PT).

Segundo Santana, o objetivo era convencer a presidente a voluntariamente abrir mão da reeleição, em razão do desgaste da sua relação com o Legislativo – particularmente com os partidos da base aliada, que estavam insatisfeitos com a demora na realização da reforma ministerial e o não cumprimento de compromissos relativos ao pagamento de emendas parlamentares ao Orçamento. Contudo, Santana explicitou que a bancada agiu sem o conhecimento do presidente Alfredo Nascimento e também negou que Lula conhecesse essa posição dos parlamentares do PR.

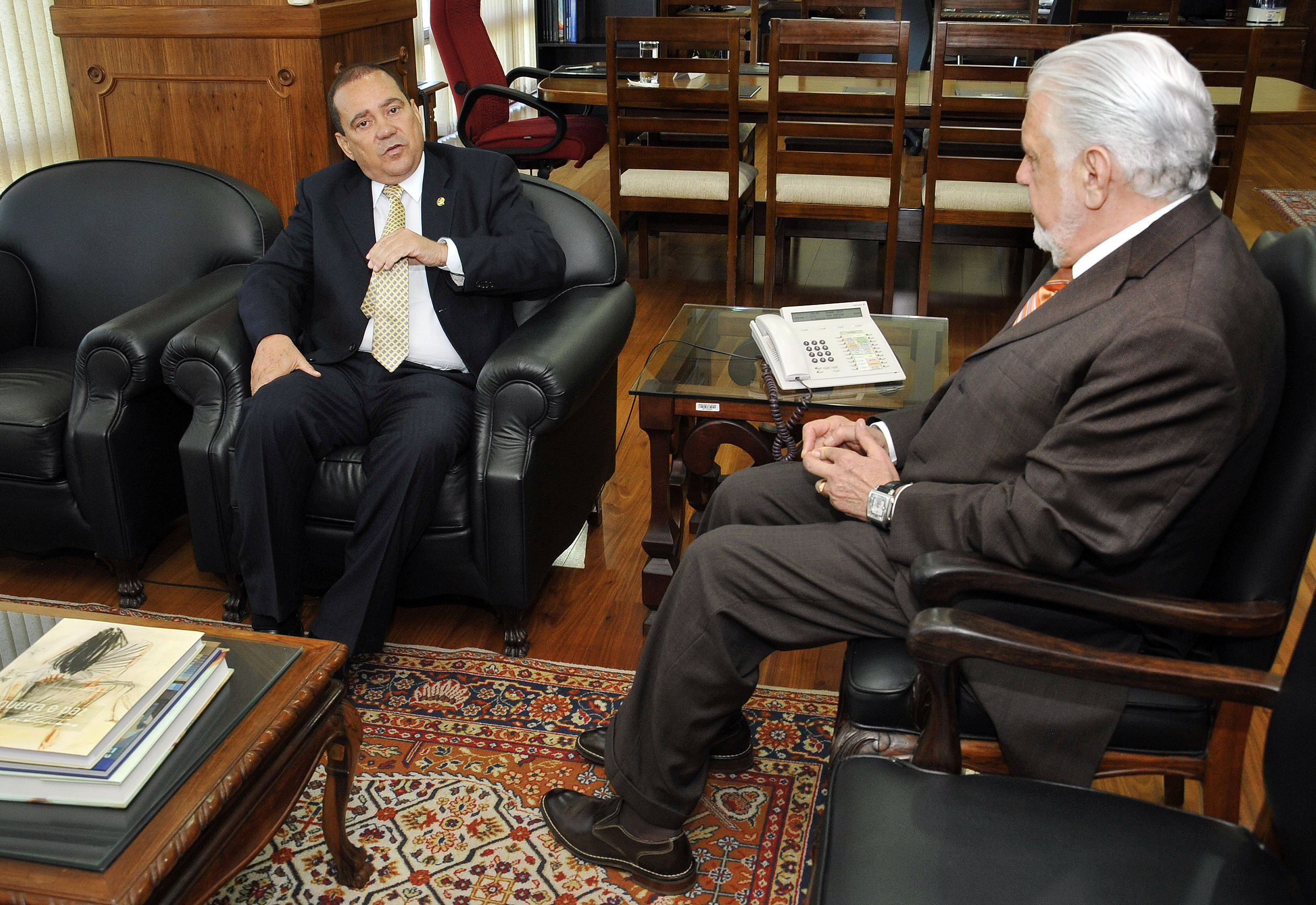
Ministro Jacques Wagner recebe o senador Vicentinho Alves em audiência em 2015.

Estamos com uma crise mundial terrível que exige, na nossa opinião, uma pessoa com a experiência do presidente Lula. Não estamos rifando a Dilma. Vamos ficar com ela até o final. A questão é do momento. Lula é a única pessoa capaz hoje, talvez, de fazer uma conciliação nacional.(Manifesto lido pelo líder da bancada do PR na Câmara do Deputados, Bernardo Santana, em abril de 2014)

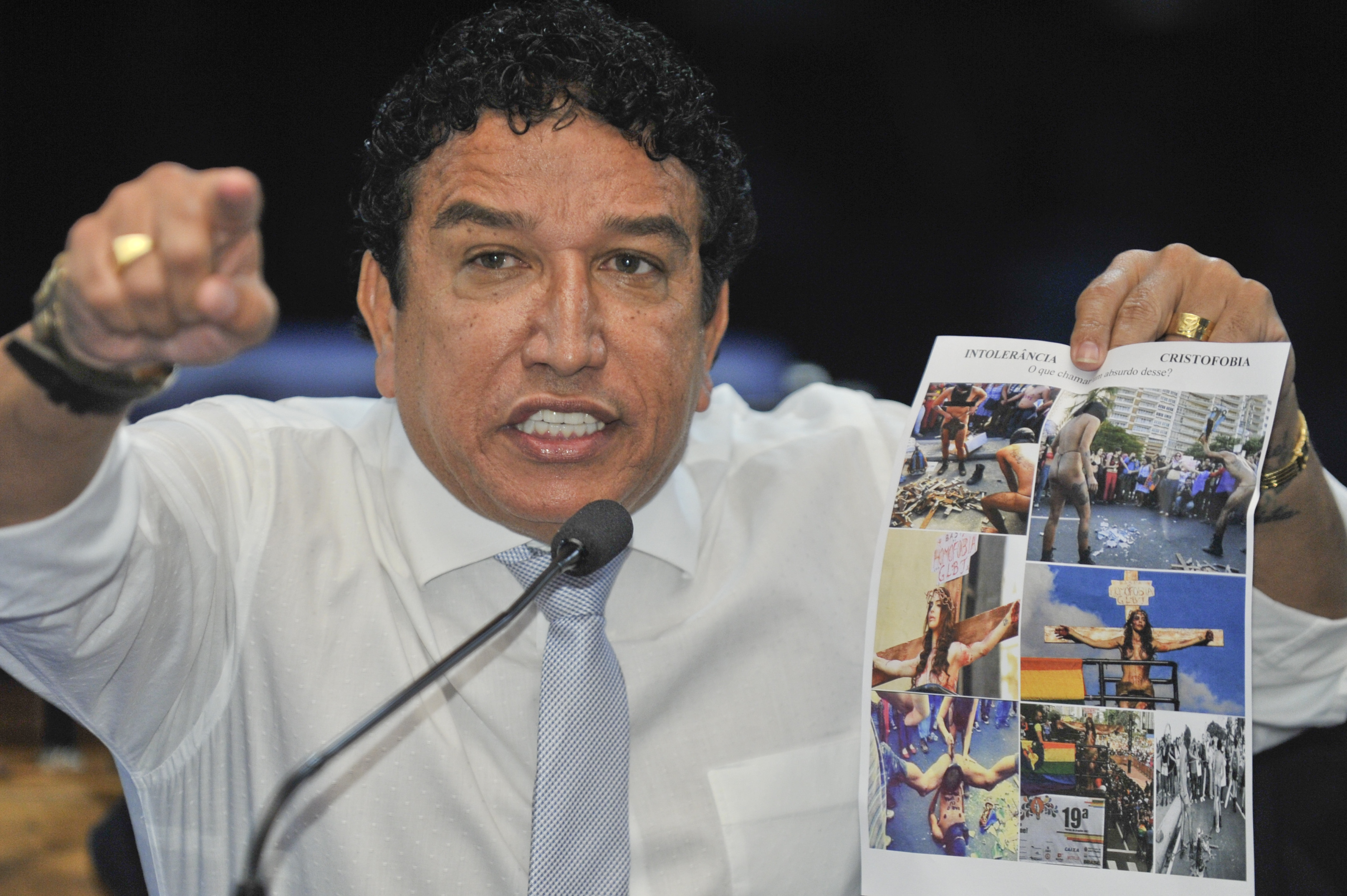
Pronunciamento do senador Magno Malta denunciando a “cristofobia" no plenário do Senado Federal em sessão ordinária, em junho de 2015.

Houve resistências internas no PR ao movimento “Volta Lula”. O senador capixaba Magno Malta defendia que o partido deveria lançar candidatura própria e revelou a sua pretensão presidencial. Malta defendeu como principal bandeira para a sua pré-campanha a segurança pública e a redução da maioridade penal. Embora reconhecesse avanços na área social durante os governos petistas do qual fez parte, afirmou que “por questões ideológicas, muita coisa não foi feita”.

Finalmente, apesar dos esforços de Malta para se lançar candidato, a convenção do PR homologou no dia 21 de junho de 2014 o apoio formal à recondução de Rousseff à presidência.

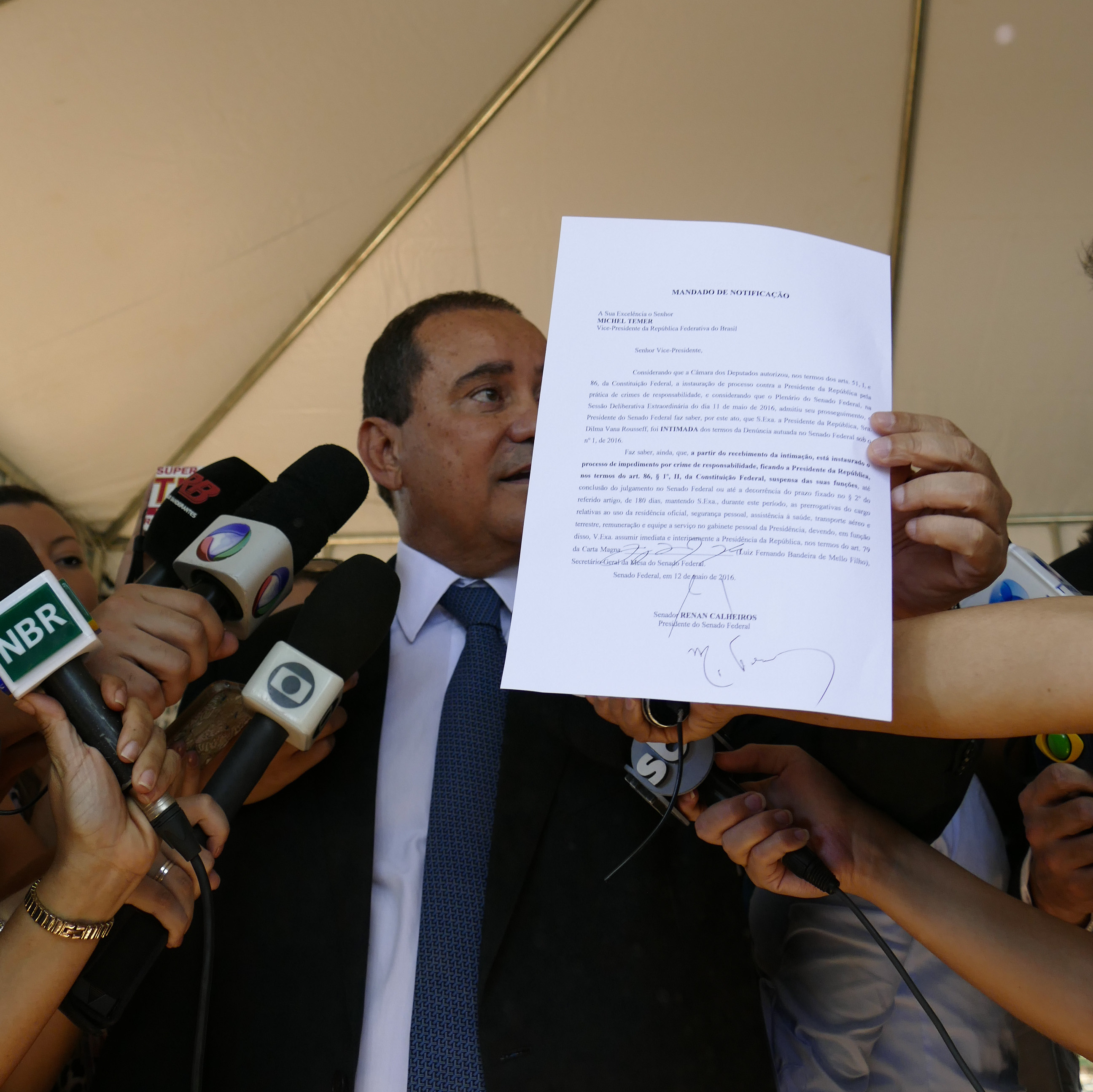
1º secretário do Senado, Vicentinho Alves, leva a notificação do afastamento de Dilma Rousseff ao vice-presidente Michel Temer.

Nas eleições gerais de 2014, o partido renovou a cadeira do senador Wellington Fagundes (MT), mas Luciano Castro não conseguiu se eleger em Roraima. O PR lançou três candidaturas governatoriais que restaram inexitosas: Anthony Garotinho (RJ); Jaqueline Cassol (RO); e Jofran Frejat (DF). Houve uma queda no número de deputados eleitos, que passou de 41, em 2010, a 34.
No segundo governo Dilma, o PR manteve o Ministério dos Transportes com a nomeação de Antonio Carlos Rodrigues (PR-SP).

### Impeachment de 2016 e o governo Michel Temer
Com o desenvolvimento do eventos que propiciaram o impeachment de Dilma Rousseff, Alfredo Nascimento renunciou à presidência do PR em abril de 2016, insatisfeito com a decisão da executiva nacional do partido de orientar o voto contrário ao impedimento. Ele foi sucedido pelo ministro Antonio Carlos Rodrigues que remanescia aliado de Dilma. 
Pelas mesmas razões, o líder da bancada na Câmara, Maurício Quintella Lessa (PR-AL), também renunciou ao seu posto dando lugar a Aelton Freitas (PR-MG), que apoiava a presidente. No entanto, 26 deputados do PR votaram favoravelmente à remoção de Dilma, e, no Senado, toda a bancada do PR votou pelo afastamento da presidente.
Antonio Carlos Rodrigues comandou a pasta do Ministério dos Transportes até o último dia do governo Dilma. Uma vez concretizado o impeachment, foi substituído pelo deputado, também do PR, Maurício Quintella Lessa.
Além dos transportes, durante o governo Michel Temer, o PR logrou postos-chave no Ministério da Agricultura e na Caixa Econômica Federal. O partido também trabalhou nesse período para evitar a privatização do Aeroporto de Congonhas, originalmente pretendida por Temer, que foi rifada a Valdemar Costa Neto em troca de apoio no Congresso.

Nas eleições municipais de 2016, o PR elegeu 299 prefeitos, mas nenhum em capitais. O partido chegou a disputar o segundo turno em Fortaleza (CE), com Wagner Sousa Gomes, mas foi vencido pelo cirista Roberto Cláudio (PDT).

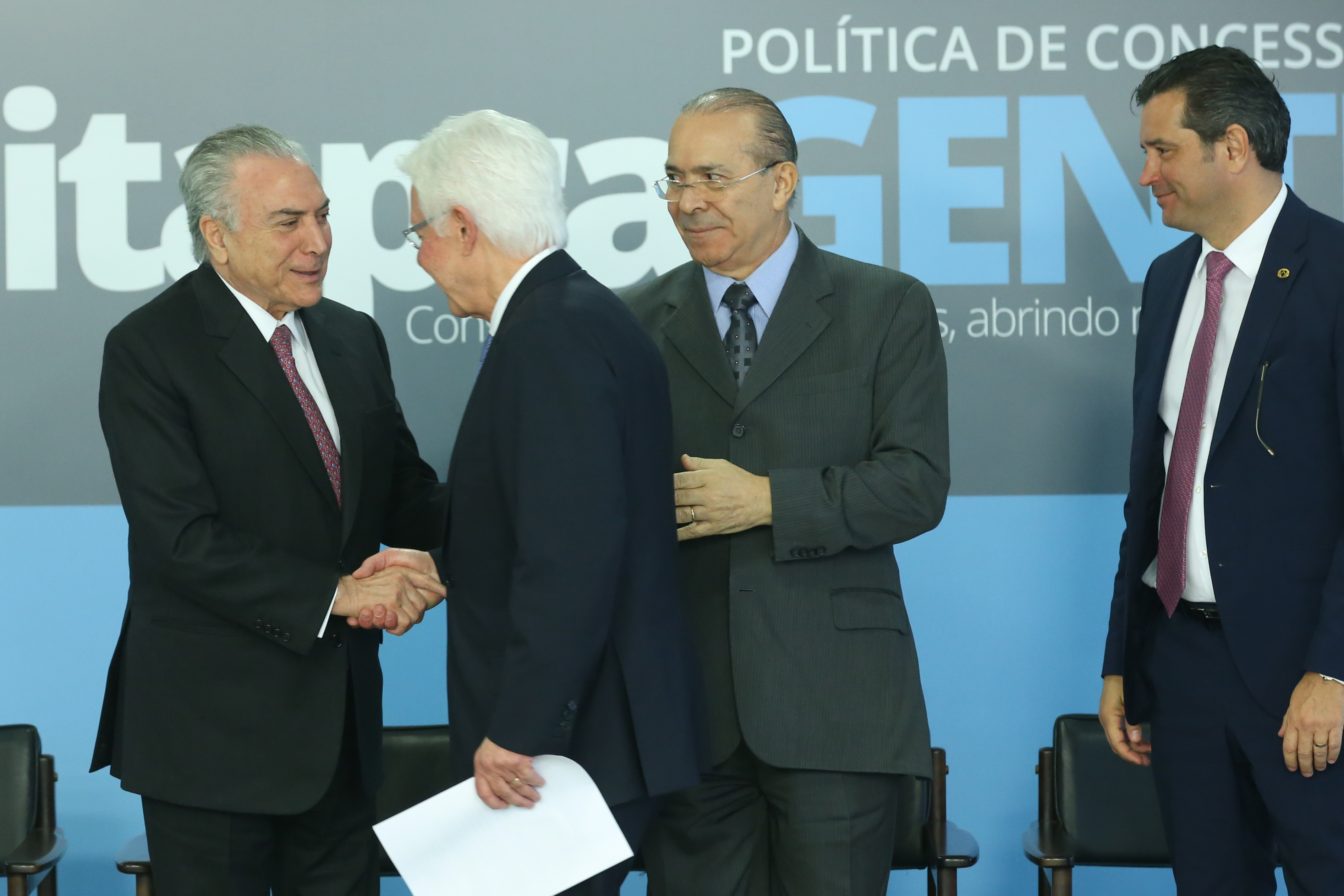
Presidente Michel Temer em cerimônia junto aos ministros Moreira Franco, Eliseu Padilha e Maurício Quintella Lessa.

Em novembro de 2017, o presidente nacional da legenda, Antônio Carlos Rodrigues, foi alvo de um mandado de prisão. Rodrigues era acusado de receber R$ 7 milhões da JBS em propina para financiar a campanha de Garotinho no Rio de Janeiro em 2014 e para selar a aliança com o PT e PMDB no pleito daquele mesmo ano. Depois disso, foi substituído por José Tadeu Candelária (PR-SP) na presidência nacional do partido.
Durante todo o período em que Valdemar Costa Neto ficou afastado da presidência do PR, ele continuou a atuar como presidente de facto e todas as articulações políticas que envolviam partido passavam por ele.
Para as eleições de 2018, inicialmente, houve um movimento para o PR integrar a campanha presidencial de Jair Bolsonaro, indicando o candidato a vice-presidente, que seria o senador Magno Malta. Costa Neto via nisso a possibilidade de aumentar sua bancada no Congresso Nacional, mas houve resistência dos políticos do partido que temiam serem relegados à oposição em caso de derrota do candidato. Diante disso, Valdemar Costa Neto passou a costurar uma aliança com a candidatura do governador de São Paulo, Geraldo Alckmin (PSDB), que passava pela neutralidade de diretórios nordestinos do PR e pela indicação de Josué Alencar (o filho do ex-vice presidente José Alencar) a vice na chapa governatorial de Antonio Anastasia (PSDB) em Minas Gerais.
Na convenção nacional do PR em 4 de agosto de 2018, o partido homologou formalmente a sua participação na coligação Para Unir o Brasil, de Geraldo Alckmin, a qual obteve apenas o quarto lugar na disputa. Para os cargos estaduais, em 2018, o PR elegeu um senador, Jorginho Mello (SC), mas novamente falhou em eleger governadores. A bancada do partido na câmara diminuiu em um deputado (de 34 para 33) em comparação com 2014.

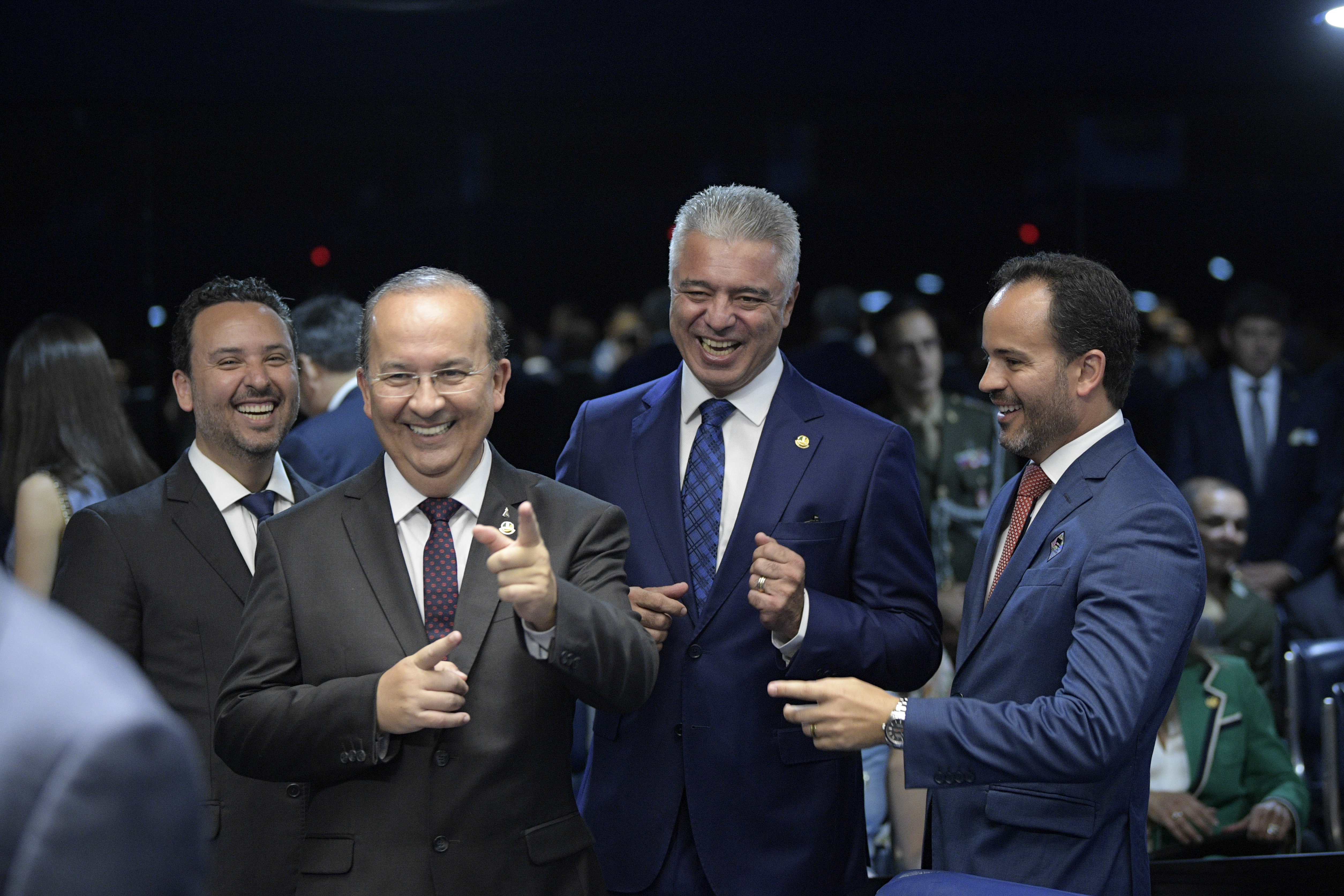
Posse do senador Jorginho Mello ao lado do senado Major Olímpio, ambos reproduzindo gesto que ficou associado ao movimento bolsonarista.

### Refundação do PL e virada ideológica durante o Governo Bolsonaro
Uma vez eleito, Jair Bolsonaro (PSL) buscou compor com o PR para apoio no Congresso Nacional. O líder do partido na Câmara, José Rocha (BA) anunciou o que PR integraria a base governista, mas que a princípio não exerceria coerção para que os deputados votassem a favor dos projetos do presidente.
O Partido da República realizou uma convenção partidária, em que, por 182 a 173 votos decidiu pela mudança de nome. No dia 7 de maio de 2019, o Tribunal Superior Eleitoral (TSE) autorizou a alteração, voltando a chamar-se Partido Liberal (PL).

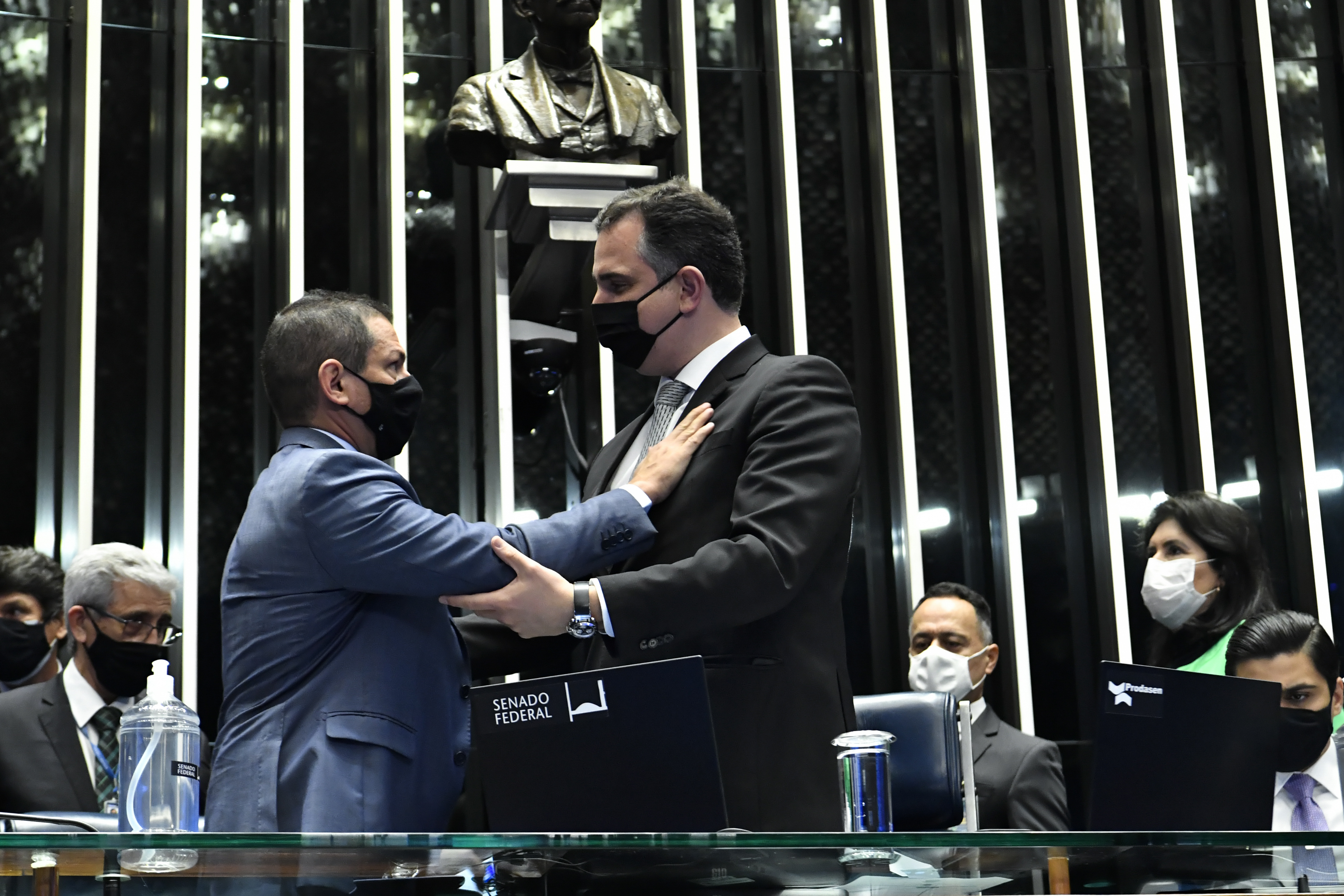
1º vice presidente da Câmara dos Deputados, Marcelo Ramos cumprimenta o presidente do Senado Federal, Rodrigo Pacheco.

Por volta de maio 2020, o governo Bolsonaro incrementou sua estratégia de sedimentar as alianças com o Centrão e distribuiu diversos cargos e recursos ao Partido Liberal. Bolsonaro substituiu o presidente do Banco do Nordeste, Romildo Rolim, por Alexandre Borges Cabral – um próximo de Valdemar Costa Neto. O PL também indicou Garigham Amarante Pinto para a diretoria de Ações Educacionais do FNDE, controlando um orçamento de R$ 55 bilhões. Além disso, o governo contemplou sobremaneira o PL na execução de emendas parlamentares: em 2020, o deputado Josimar Maranhãozinho (PL-MA) foi o maior beneficiado com a liberação de R$ 15,9 milhões em emendas. Ao todo, além do Banco do Nordeste e do FNDE, o PL controlava o Ibama, Incra, DNIT e Funasa.
Nas eleições municipais de 2020, o PL teve um acréscimo considerável, elegendo 3.467 vereadores pelo país e 345 prefeitos – mas novamente nenhum em capitais. Com isso, o partido se tornou o sexto maior do país.
Embora já estivesse na coalização de governo desde 2020, o PL ainda abrigava importantes elementos que lho faziam oposição, como o deputado Marcelo Ramos (PL-AM).  Na eleição da mesa diretora em 2021, Ramos foi o indicado do partido a 1º vice-presidente da Câmara dos Deputados. Durante a CPI da COVID-19, o PL contava com um senador na tropa de choque do governo: Jorginho Mello, que promoveu intensamente as políticas bolsonaristas de combate à calamidade sanitária por meio de tratamento precoce – ainda que tais medicamentos nunca tenha tido eficácia comprovada contra o coronavírus. Em episódio infame, o senador Jorginho tomou radical defesa do empresário, Luciano Hang, notório militante bolsonarista, contra o relator da CPI, Renan Calheiros (MDB-AL). Mello, em troca mútua de farpas, acusou Calheiros de ser um “vagabundo” e questionou a idoneidade moral do relator para falar do proprietário das lojas Havan.

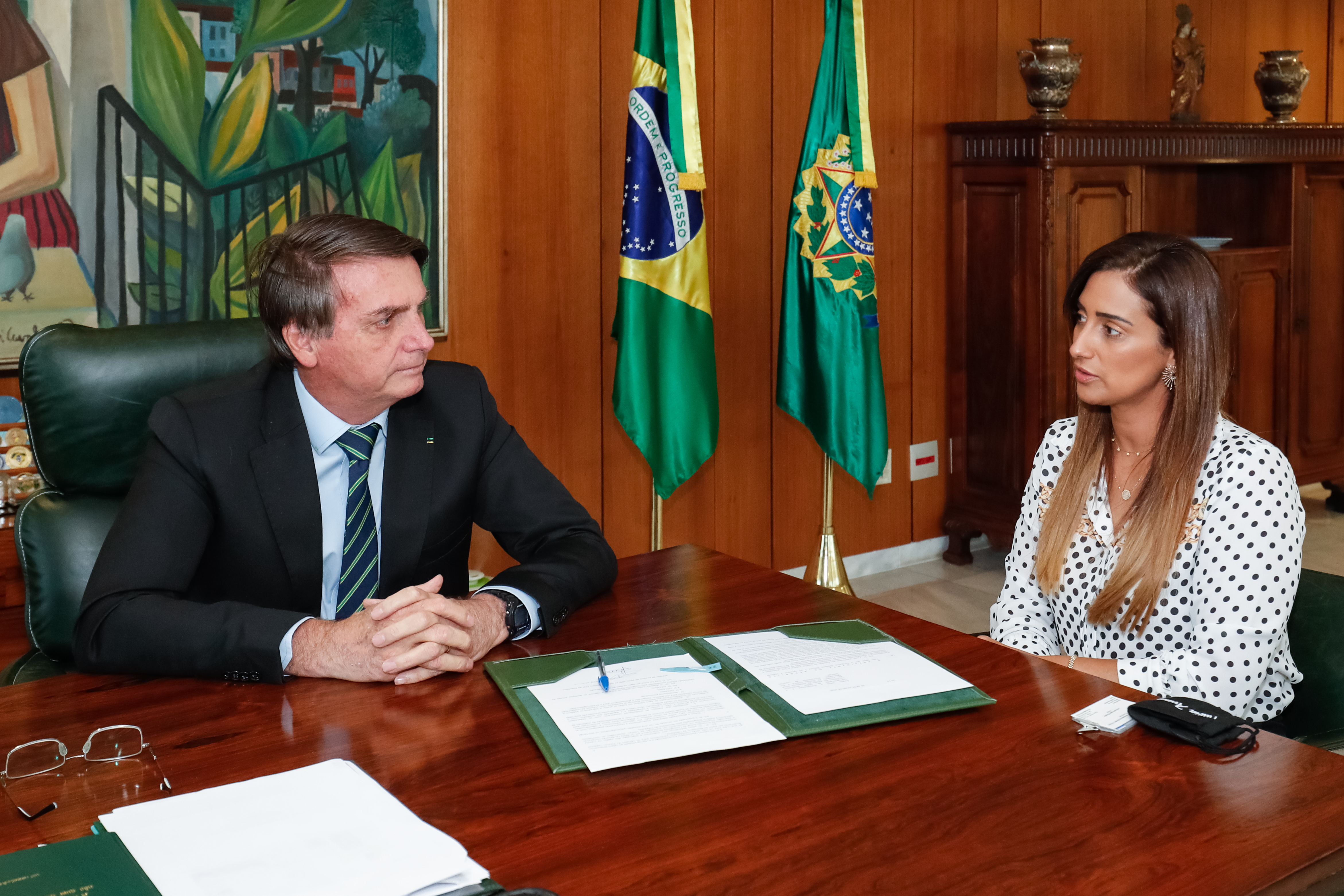
Reunião entre o presidente Jair Bolsonaro e Flávia Arruda no Palácio do Planalto.

Em abril de 2021, após uma reforma ministerial, a deputada Flávia Arruda (PL-DF), esposa do ex-governador do Distrito Federal, José Roberto Arruda, é convidada a comandar a Secretaria de Governo. em 28 de novembro 2020, Valdemar Costa Neto retoma oficialmente a presidência do PL.
Com a aproximação das eleições de 2022, a condição de político sem partido do presidente da República – que havia deixado o Partido Social Liberal em 2019 e não conseguiu viabilizar a Aliança pelo Brasil – produziu, no interior da coalizão, uma disputa entre os presidentes do PL e do Progressistas pela filiação de Bolsonaro. Inicialmente, a preferência do presidente era pelo PP, partido ao qual esteve filiado por mais tempo durante a sua carreira como deputado federal. No entanto, Valdemar Costa Neto trabalhou intensamente pelo convencimento de Bolsonaro, enviando senadores do PL para conversar com ministros próximos ao presidente, como Luiz Eduardo Ramos.

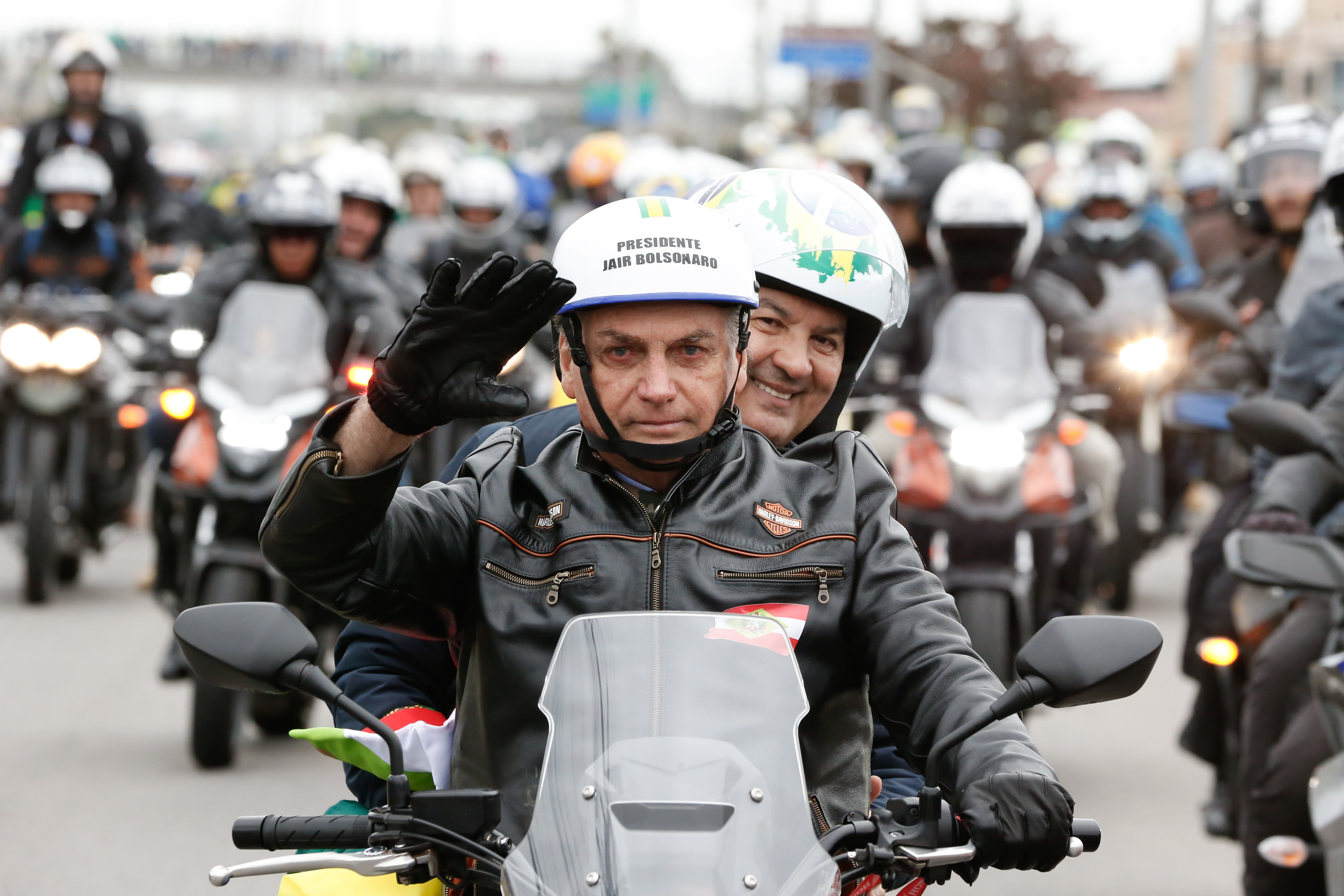
Presidente Bolsonaro e senador Jorginho Mello em “motociata” na cidade de Florianópolis (SC).

Tanto PP como PL tinham impeditivos para a filiação de Bolsonaro. No caso do PL, era a seccional do estado de São Paulo que obstava as negociações. Isso porque os liberais paulistas tinham interesse em compor com o vice-governador do estado, Rodrigo Garcia (DEM), em 2022. Garcia era um aliado de João Doria (PSDB-SP), que rivalizou intensamente com o presidente durante a pandemia de coronavírus e lutou pela campanha de vacinação contra a COVID-19 – em oposição à política de tratamento precoce defendida por Bolsonaro. Doria pretendia disputar o Planalto e ter o palanque de Garcia em SP. Portanto, a aliança com o PL paulista dificultava a adesão do presidente. Quanto ao PP, a maioria dos quadros nordestinos resistiram à filiação, em particular o vice-governador da Bahia, João Leão, que era aliado do governador Rui Costa (PT). Os progressistas nordestinos entendiam que a filiação de Bolsonaro prejudicá-los-ia eleitoralmente nos redutos onde se concentram os eleitores lulistas.
Não obstante, com o passar das semanas, ficou claro que o presidente nacional do PL estava mais engajado que Ciro Nogueira (PP-PI) em filiar o presidente. Isso porque a presença do PP nos ministérios já superava a do PL. Costa Neto manifestou a possibilidade de não se coligar com Bolsonaro caso ele optasse pela filiação ao PP, blefe que Nogueira não cobriu. Em 2021, o partido recebeu a filiação do presidente Jair Bolsonaro e de vários de seus apoiadores. Com a filiação do presidente e seus correligionários, alguns quadros mais pragmáticos do partido deixaram-no, como o deputado Marcelo Ramos.
Nas eleições gerais de 2022, o partido formou uma chapa presidencial e muitas chapas para governadores com uma coalizão de direita com o Republicanos e o Progressistas.
Em novembro de 2022, a legenda foi multada em R$ 22,9 milhões pelo ministro Alexandre de Moraes, presidente do Tribunal Superior Eleitoral, após o PL ingressar com pedido para revisar os votos de 279 mil urnas do segundo turno das eleições presidenciais realizadas em 30 de outubro. Em outra decisão o ministro acatou o pedido do PP e Republicanos, que também faziam parte da coligação que disputou o pleito no qual Jair Bolsonaro e o PL saíram derrotados, e determinou que somente o PL deveria pagar a multa determinada pela Justiça.
| Partido Geral dos Trabalhadores (PGT) 1995–2003 |  | Partido Liberal (PL) 1985–2006                              |  | Partido da República (PR) 2006–2019 | Partido Liberal (PL) 2019–presente |
| Partido Social Trabalhista (PST) 1996–2003      |  | Partido Liberal (PL) 1985–2006                              |  | Partido da República (PR) 2006–2019 | Partido Liberal (PL) 2019–presente |
|                                                 |  | Partido de Reedificação da Ordem Nacional (PRONA) 1989–2006 |  | Partido da República (PR) 2006–2019 | Partido Liberal (PL) 2019–presente |

## Organização
| Presidentes nacionais | Presidentes nacionais    | Presidentes nacionais | Presidentes nacionais |
| Imagem                | Nome                     | Período               | Período               |
| Imagem                | Nome                     | Início                | Fim                   |
| --------------------- | ------------------------ | --------------------- | --------------------- |
|                       | Sérgio Victor Tamer      | 2006                  | 2012                  |
|                       | Alfredo Nascimento       | 2012                  | 2016                  |
|                       | Antônio Carlos Rodrigues | 2016                  | 2018                  |
|                       | José Tadeu Candelária    | 2018                  | 2020                  |
|                       | Valdemar Costa Neto      | 2020                  | –                     |

| Governadores atuais (2) | Governadores atuais (2) | Governadores atuais (2) |
| UF | Governador              | Imagem                  |
| --- | ----------------------- | ----------------------- |
| RJ | Cláudio Castro          | Cláudio Castro          |
| SC | Jorginho Mello          | Jorginho Mello          |
| Observações: Os nomes marcados com o símbolo * foram (re)eleitos em 2022 por outros partidos. O nome marcado com símbolo + é vice em exercício ou efetivado. |                         |                         |

| Senadores atuais (15) | Senadores atuais (15) | Senadores atuais (15)       |
| UF | Senador(a)            | Imagem                      |
| --- | --------------------- | --------------------------- |
| AL | Eudócia Caldas+       | Eudócia Caldas              |
| DF | Izalci Lucas*         | Izalci Lucas                |
| ES | Magno Malta           | Magno Malta                 |
| GO | Wilder Morais         | Wilder Morais               |
| MT | Rosana Martinelli+    | Rosana Martinelli           |
| RJ | Carlos Portinho       | Carlos Portinho             |
| RJ | Flávio Bolsonaro*     |                             |
| RJ | Romário               | Romário                     |
| RO | Marcos Rogério*       | Marcos Rogério              |
| RO | Jaime Bagattoli       | Jaime Bagattoli             |
| SC | Beto Martins+         | Beto Martins (político)     |
| SC | Jorge Seif            | Jorge Seif                  |
| SP | Marcos Pontes         | Marcos Pontes               |
| RN | Rogério Marinho       | Rogério Marinho             |
| TO | Eduardo Gomes*        | Carlos Eduardo Torres Gomes |
| Observações: Os nomes marcados com o símbolo * foram (re)eleitos em 2018 ou em 2022 por outros partidos. Nomes marcados com o símbolo + são suplentes em exercício ou efetivados. |                       |                             |

| Deputados federais atuais (92) | Deputados federais atuais (92)      | Deputados federais atuais (92) | Deputados federais atuais (92)      |
| UF | Deputado(a)                         | UF                             | Deputado(a)                         |
| --- | ----------------------------------- | ------------------------------ | ----------------------------------- |
| AM | Alberto Cavalcante Neto             | AP                             | Vinícius Gurgel                     |
| AP | Sonize Barbosa                      | AP                             | Sílvia Waiãpi                       |
| BA | Roberta Roma                        | BA                             | Alden Silva                         |
| BA | João Bacelar                        | CE                             | André Fernandes de Moura            |
| CE | Matheus Noronha                     | CE                             | Jaziel Pereira                      |
| DF | Bia Kicis                           | DF                             | Alberto Fraga                       |
| ES | Gilvan Aguiar Costa                 | GO                             | Gustavo Gayer                       |
| GO | Alcides Ribeiro Filho               | GO                             | Daniel Vieira Filho                 |
| MA | Maria Deusdete Lima Cunha Rodrigues | MA                             | Josimar Cunha Rodrigues             |
| MA | Júnior Lourenço                     | MA                             | Gildenemir de Lima Sousa            |
| MG | Nikolas Ferreira                    | MG                             | José Vitor Aguiar                   |
| MG | Emídio Alves Madeira                | MG                             | Domingos Sávio                      |
| MG | Maurício Souza                      | MG                             | Eros Biondini                       |
| MG | Junio Amaral                        | MG                             | Lincoln Portela                     |
| MG | Rosângela Reis                      | MG                             | Marcelo Álvaro Antônio              |
| MS | Marcos Pollon                       | MS                             | Rodolfo Oliveira Nogueira           |
| MT | Abilio Jacques Brunini Moumer       | MT                             | José Antonio Medeiros               |
| MT | Nelson Barbudo+                     | MT                             | Fernanda Santos de Siqueira         |
| PA | Éder Mauro                          | PA                             | Joaquim Passarinho                  |
| PA | Lenildo dos Santos Sertão           | PB                             | Gilberto Gomes da Silva             |
| PB | Wellington Roberto                  | PE                             | André Ferreira                      |
| PE | Eurico da Silva                     | PE                             | Luiz de Franca e Silva Meira        |
| PE | Fernando Rodolfo                    | PR                             | Filipe Barros                       |
| PR | Fernando Giacobo                    | PR                             | Nelsi Coguetto Maria                |
| RJ | Eduardo Pazuello                    | RJ                             | Altineu Côrtes                      |
| RJ | Hélio Lopes                         | RJ                             | Soraya Santos                       |
| RJ | Flavio Campos Ferreira+             | RJ                             | Roberto Monteiro                    |
| RJ | Luiz Lima                           | RJ                             | Sóstenes Cavalcante                 |
| RJ | Alexandre Ramagem                   | RJ                             | Chris Tonietto                      |
| RN | Robinson Faria                      | RN                             | Eliéser Girão Monteiro Filho        |
| RN | Evandro Gonçalves da Silva          | RO                             | Silvia Cristina                     |
| RO | Chrisóstomo de Moura                | RS                             | Giovani Cherini                     |
| RS | Ubiratan Sanderson                  | RS                             | Marcelo Moraes                      |
| RS | Bibo Nunes                          | RS                             | Luciano Lorenzini Zucco*            |
| SC | Caroline de Toni                    | SC                             | Julia Zanatta                       |
| SC | Daniel Freitas                      | SC                             | Daniela Reinehr                     |
| SC | Marcos Antonio Pereira Gomes        | SE                             | Ícaro Barbosa Costa                 |
| SP | Carla Zambelli                      | SP                             | Eduardo Bolsonaro                   |
| SP | Marco Feliciano                     | SP                             | Rosana Valle                        |
| SP | Márcio Alvino                       | SP                             | José Augusto Rosa                   |
| SP | Paulo Freire Costa                  | SP                             | Jefferson Campos                    |
| SP | Mário Frias                         | SP                             | Miguel Lombardi                     |
| SP | Luiz Motta                          | SP                             | Luiz Philippe de Orléans e Bragança |
| SP | Antonio Carlos Rodrigues            | SP                             | Paulo Bilynskyj                     |
| SP | Francisco Tiririca da Silva         | SP                             | Adilson Barroso+                    |
| TO | Filipe Martins                      | TO                             | Eli Borges                          |
| Observações: Os nomes marcados com o símbolo * foram (re)eleitos em 2022 por outros partidos. Nomes marcados com o símbolo + são suplentes em exercício ou efetivados. |                                     |                                |                                     |

| Deputados estaduais atuais (127) | Deputados estaduais atuais (127) | Deputados estaduais atuais (127) | Deputados estaduais atuais (127) | Deputados estaduais atuais (127) |
| UF | Deputado(a)                      | UF                               | Deputado(a)                      |                                  |
| --- | -------------------------------- | -------------------------------- | -------------------------------- | -------------------------------- |
| AC | Afonso Fernandes                 | RJ                               | Doutor Serginho                  |                                  |
| AC | Arlenilson Cunha                 | RJ                               | Guilherme Delaroli               |                                  |
| AL | Cabo Bebeto                      | RJ                               | Thiago Gagliasso                 |                                  |
| AM | Alcimar Maciel Pereira           | AM                               | Débora Menezes                   |                                  |
| RJ | Giselle Monteiro                 | AM                               | Péricles Rodrigues do Nascimento |                                  |
| RJ | Jair Bittencourt                 | AP                               | Kaká Barbosa                     |                                  |
| RJ | Filippe Poubel                   | AP                               | Errinelson Pimentel              |                                  |
| RJ | Valdecy da Saúde                 | BA                               | Vitor Azevedo                    |                                  |
| RJ | Samuel Malafaia                  | BA                               | Leandro de Jesus                 |                                  |
| RJ | Índia Armelau                    | BA                               | Raimundo Ramos de Andrade        |                                  |
| RJ | Renato Miranda                   | BA                               | Diego Castro                     |                                  |
| RJ | Anderson Moraes                  | CE                               | Carmelo Neto                     |                                  |
| RJ | Márcio Gualberto                 | CE                               | Marta Gonçalves                  |                                  |
| RJ | Célia Jordão                     | CE                               | Doutora Silvana                  |                                  |
| RJ | Doutor Deodalto                  | CE                               | Alcides Fernandes                |                                  |
| RJ | Alan Lopes                       | RN                               | Coronel Azevedo                  |                                  |
| DF | Thiago Manzoni                   | RN                               | Terezinha Maia                   |                                  |
| DF | Joaquim Roriz Neto               | RN                               | Neilton Diógenes                 |                                  |
| DF | Roosevelt Vilela                 | RO                               | Affonso Cândido                  |                                  |
| ES | Capitão Assumção                 | RO                               | Jean Mendonça                    |                                  |
| ES | Lucas Polese                     | RR                               | Armando Neto                     |                                  |
| ES | Danilo Bahiense                  | RS                               | Rodrigo Lorenzoni                |                                  |
| ES | Wellington Callegari             | RS                               | Kelly Moraes                     |                                  |
| RS | Paparico Bacchi                  | GO                               | Paulo César Martins              |                                  |
| RS | Adriana Lara                     | GO                               | Major Araújo                     |                                  |
| RS | Claudio Tatsch                   | GO                               | Eduardo Prado                    |                                  |
| SC | Ana Campagnolo                   | MA                               | Fabiana Vilar                    |                                  |
| SC | Sargento Lima                    | MA                               | Solange de Araújo Sousa          |                                  |
| SC | Maurício Eskudlark               | MA                               | Aluizio Santos                   |                                  |
| SC | Jessé Lopes                      | MA                               | Abigail Cunha de Almeida Sousa   |                                  |
| SC | Ivan Naatz                       | MA                               | Claudio Luiz Lima Cunha          |                                  |
| SC | Carlos Humberto                  | MG                               | Bruno Engler                     |                                  |
| SC | Nilso Berlanda                   | MG                               | Antônio Carlos Arantes           |                                  |
| SC | Marcius Machado                  | MG                               | Sargento Rodrigues               |                                  |
| SC | Edilson Massocco                 | MG                               | Coronel Sandro                   |                                  |
| SC | Oscar Gutz                       | MG                               | Delegada Sheila                  |                                  |
| SC | Estêner Soratto da Silva Júnior  | MG                               | Cristiano Caporezzo              |                                  |
| SE | Marcos Vinicius Lima de Oliveira | MG                               | Gustavo Santana                  |                                  |
| SE | Carlos Alexandre Santos Costa    | MG                               | Alê Portela                      |                                  |
| SE | Leudes Alves dos Santos Neto     | MG                               | Coronel Henrique                 |                                  |
| SP | Bruno Zambelli                   | MG                               | Marli Ribeiro*                   |                                  |
| MS | Coronel David                    | MG                               | Eduardo Azevedo*                 |                                  |
| SP | Major Mecca                      | MS                               | João Henrique                    |                                  |
| SP | André do Prado                   | MS                               | Neno Razuk                       |                                  |
| SP | Tenente Coimbra                  | MT                               | Gilberto Cattani                 |                                  |
| SP | Gil Diniz                        | MT                               | Elizeu Nascimento                |                                  |
| SP | Conte Lopes                      | PA                               | Rogério Barra                    |                                  |
| SP | Marcos Damásio                   | PA                               | Aveilton Souza                   |                                  |
| SP | Carlos Cezar                     | PA                               | Neil Duarte de Souza             |                                  |
| SP | Valéria Bolsonaro                | PB                               | Wallber Virgolino                |                                  |
| SP | Lucas Bove                       | PB                               | Caio Roberto                     |                                  |
| SP | Thiago Auricchio                 | PB                               | João Gomes de Souza Neto         |                                  |
| SP | Danilo Balas                     | PE                               | Alberto Feitosa                  |                                  |
| SP | Ricardo Madalena                 | PE                               | Renato Antunes                   |                                  |
| SP | Paulo Mansur                     | PE                               | Abimael Santos                   |                                  |
| SP | Dani Alonso                      | PE                               | Joel Maurino do Carmo            |                                  |
| SP | Rodrigo Moraes                   | PE                               | Nino de Enoque                   |                                  |
| SP | Alexander Muniz de Oliveira      | PR                               | Marcel Micheletto                |                                  |
| SP | Delegada Graciela                | PR                               | Ricardo Arruda                   |                                  |
| SP | Fabiana Barroso                  | PR                               | Delegado Jacovós                 |                                  |
| TO | Janad Valcari                    | PR                               | Gilson de Souza                  |                                  |
| TO | Fabion Gomes                     | PR                               | Gilberto Ribeiro                 |                                  |
| TO | Marcus Marcelo                   | RJ                               | Douglas Ruas                     |                                  |
| TO | Aldair da Costa Sousa            |                                  |                                  |                                  |
| Observações: Os nomes marcados com o símbolo * foram (re)eleitos em 2022 por outros partidos. Nomes marcados com o símbolo + são suplentes em exercício ou efetivados. |                                  |                                  |                                  |                                  |

### Número de filiados
| Data      | Filiados | Crescimento anual | Crescimento anual |
| --------- | -------- | ----------------- | ----------------- |
| dez./2006 | 698.374  | —                 | —                 |
| dez./2007 | 724.923  | 26.549            | +3,80%            |
| dez./2008 | 803.742  | 78.819            | +10,87%           |
| dez./2009 | 790.186  | 13.556            | -1,68%            |
| dez./2010 | 731.614  | 58.572            | -7,41%            |
| dez./2011 | 759.179  | 27.565            | +3,76%            |
| dez./2012 | 764.536  | 5.357             | +0,70%            |
| dez./2013 | 766.476  | 1.940             | +0,25%            |
| dez./2014 | 765.036  | 1.440             | -0,18%            |
| dez./2015 | 774.597  | 9.561             | +1,24%            |
| dez./2016 | 799.301  | 24.704            | +3,18%            |
| dez./2017 | 798.087  | 1.214             | -0,15%            |
| dez./2018 | 796.942  | 1.145             | -0,14%            |
| dez./2019 | 730.834  | 66.108            | -8,29%            |
| dez./2020 | 774.205  | 43.371            | +5,93%            |
| dez./2021 | 761.560  | 12.645            | -1,63%            |
| dez./2022 | 761.543  | 17                | -0,00%            |
| dez./2023 | 806.846  | 45.303            | +5,94%            |
| dez./2024 | 901.091  | 94.245            | +11,68%           |

## Desempenho eleitoral

### Eleições federais
| Momento      | Bancada  | %     | ±  |
| ------------ | -------- | ----- | -- |
| Criação      | 25 / 513 | —     | —  |
| Eleição 2010 | 41 / 513 | 7,99  | 16 |
| Eleição 2014 | 34 / 513 | 6,62  | 7  |
| Eleição 2018 | 33 / 513 | 6,43  | 1  |
| Eleição 2022 | 99 / 513 | 19,29 | 66 |

| Momento      | Bancada | %    | ±       |
| ------------ | ------- | ---- | ------- |
| Criação      | 3 / 81  | —    | —       |
| Eleição 2010 | 3 / 81  | 3,70 | Estável |
| Eleição 2014 | 1 / 81  | 1,23 | 2       |
| Eleição 2018 | 1 / 81  | 1,23 | Estável |
| Eleição 2022 | 8 / 81  | 9,87 | 7       |

### Eleições estaduais
| Eleição      | Mandatos | %       | ±       |
| ------------ | -------- | ------- | ------- |
| Criação      | 0 / 27   | —       | —       |
| Eleição 2010 | 0 / 27   | Estável | Estável |
| Eleição 2014 | 0 / 27   | Estável | Estável |
| Eleição 2018 | 0 / 27   | Estável | Estável |
| Eleição 2022 | 2 / 27   | 7,40    | 2       |

| Eleição      | Mandatos    | %    | ±  |
| ------------ | ----------- | ---- | -- |
| Criação      | 41 / 1 059  | —    | —  |
| Eleição 2010 | 53 / 1 059  | 5,0  | 12 |
| Eleição 2014 | 46 / 1 059  | 4,34 | 7  |
| Eleição 2018 | 43 / 1 024  | 4,19 | 3  |
| Eleição 2022 | 128 / 1 024 | 12,5 | 85 |

### Eleições municipais
| Eleição      | Mandatos    | %    | ±   |
| ------------ | ----------- | ---- | --- |
| Criação      | 389 / 5 562 | —    | —   |
| Eleição 2008 | 385 / 5 568 | 6,91 | 4   |
| Eleição 2012 | 276 / 5 568 | 4,95 | 109 |
| Eleição 2016 | 297 / 5 568 | 5,33 | 21  |
| Eleição 2020 | 345 / 5 568 | 6,19 | 46  |

| Eleição      | Mandatos       | %    | ±       |
| ------------ | -------------- | ---- | ------- |
| Criação      | sem dados      | —    | —       |
| Eleição 2008 | 3 534 / 56 810 | 6,22 | Aumento |
| Eleição 2012 | 3 110 / 56 810 | 5,47 | 424     |
| Eleição 2016 | 3 024 / 56 810 | 5,32 | 86      |
| Eleição 2020 | 3 467 / 56 810 | 6,10 | 443     |

### Eleições presidenciais
| Ano  | Imagem | Candidato(a) a Presidente | Candidato(a) a Vice-presidente | Coligação                                                                         | Votos               | Posição |
| ---- | ------ | ------------------------- | ------------------------------ | --------------------------------------------------------------------------------- | ------------------- | ------- |
| 2010 |        | Dilma Rousseff (PT)       | Michel Temer (PMDB)            | Para o Brasil Seguir Mudando (PT, PMDB, PR, PSB, PDT, PCdoB, PSC, PRB, PTC e PTN) | 55.752.529 (56,05%) | 1ª      |
| 2014 |        | Dilma Rousseff (PT)       | Michel Temer (PMDB)            | Com a Força do Povo (PT, PMDB, PSD, PP, PR, PROS, PDT, PCdoB e PRB)               | 54.495.459 (51,64%) | 1ª      |
| 2018 |        | Geraldo Alckmin (PSDB)    | Ana Amélia (PP)                | Para Unir o Brasil (PSDB, PP, PTB, PSD, PRB, PR, DEM, Solidariedade e PPS)        | 5.096.350 (4,76%)   | 4ª      |
| 2022 |        | Jair Bolsonaro (PL)       | Braga Netto (PL)               | Pelo Bem do Brasil (PL, Republicanos e PP)                                        | 58.206.354 (49,1%)  | 2ª      |

## Presidentes do Brasil
| Nome           | Retrato | Origem    | Período dos mandatos                          |
| -------------- | ------- | --------- | --------------------------------------------- |
| Jair Bolsonaro |         | São Paulo | 30 de novembro de 2021 - 1 de janeiro de 2023 |

## Símbolos
- Símbolo usado de 2006 a 2019
- Símbolo usado de 2019 a 2022
- Símbolo usado para a campanha presidencial de 2022
- Símbolo atual desde 2023